# Kicki, Pippi och Titti
Kicki, Pippi och Titti (engelska: April, May and June Duck), även benämnda Kickorna, är tre figurer ur den tecknade serien Kalle Anka. Som så många andra ankfigurer skapades de av tecknaren och författaren Carl Barks.

## Historik

### Produktionshistorik
Serietrion skapades av Carl Barks och figurerade första gången i serien "Flip Decision", publicerades i februari 1953. Serien debuterade på svenska i Kalle Anka & C:o 2/1954, och den har på svenska titeln "Krona eller klave".
Flickornas första framträdande är i en serie där Kalle ringer på en främmande lägenhetsdörr – och står öga mot öga med Kajsa. Hon säger att hon är hemma hos sin syster, och det antyds att hon sitter barnvakt åt systerns döttrar. Flickornas föräldrar har aldrig medverkat i serien.

### Namn och fiktiv biografi
På engelska heter de tre flickorna April, May och June, eftersom de skapades som seriefigurer i just de månaderna (namnen är också vanliga kvinnonamn på engelska). De ska alla tre, enligt Don Rosa, vara födda 1940 som trillingdöttrar till en aldrig presenterad syster till Kajsa.
Systrarna bor i Ankeborg. I vissa serier (främst tecknade i Nederländerna) bor de hemma hos Kajsa, men i bland annat Barks serier är de bara på besök hos henne.
Trion är medlemmar av organisationen Grönspättorna (original: The Junior Chickadees), en kvinnlig motsvarighet till Gröngölingarna. De går i för sin ålder ovanligt högklackade skor (pumps).

## Kicki, Pippi och Titti på olika språk
De tre seriefigurerna har översatts till olika, ofta allittererande namn på olika språk. I vissa fall har man dock behållit det engelska originalets koppling till de tre månaderna. Listningen nedan är enligt databasen Inducks.
| Språk                 | Namn                                        | Alternativa (äldre) namn                                                                              |
| --------------------- | ------------------------------------------- | --- |
| Bulgariska            |                                             | Май и Юни                                                                                             |
| Danska                | Kylle, Pylle og Rylle                       | |
| Engelska              | April, May and June                         | |
| Finska                | Leenu, Liinu ja Tiinu                       | |
| Franska               | Lili, Lulu et Zizi                          | Blanche, Julie et Aglaé                                                                               |
| Grekiska              | Έηπριλ Μαίυ & Τζουν (Éipril Maíy kai Tzoun) | Ντόλυ-Ντίλυ-Ντούλη, Ντόλυ-Ντίλυ-Ντούλυ och Ντόλυ-Ντούλυ-Ντίλυ; Ντίλη Ντόλυ & Ντάλυ och Έμη, Έλη & Έβη |
| Indonesiska           | Tita, Titi & Tati                           | |
| Isländska             | Drífa, Fönn og Mjöll                        | |
| Italienska            | Emy, Ely & Evy                              | |
| Kinesiska (förenklad) | 艾儿，梅儿和珍儿                            | |
| Kroatiska             | Lara, Zlata i Nata                          | |
| Nederländska          | Lizzy, Juultje en Babetje                   | |
| Norska (bokmål)       | Hetti, Letti og Netti                       | Henny, Netty og Letty                                                                                 |
| Polska                | Kizia, Mizia i Fizia                        | Maja, Kaja i Taja                                                                                     |
| Portugisiska          | Lalá, Lelé & Lili                           | |
| Serbiska              | Ната Лата и Злата / Lata Zlata i Nata       | Maca, Caca i Daca                                                                                     |
| Svenska               | Kicki, Pippi och Titti                      | Millan, Pillan och Lillan (1961)                                                                      |
| Spanska               | Abril, Mayo y Junio                         | |
| Tjeckiska             | Mirka, Šárka & Klárka                       | Dicky, Ducky und Dacky (1997), Dicky Dacky a Ducky                                                    |
| Tyska                 | Dicky, Dacky und Ducky                      | |